# Azouk
Pour plus de détails, voir Fiche technique et Distribution.
Azouk est un téléfilm français réalisé par Jean-Christophe Averty d’après un scénario de Alexandre Rivemale.

## Synopsis
Un grand père rêve qu’un éléphant blanc, qui s’appelle Azouk, surgit soudain d’un vase cassé et prétend avoir été enfermé dans ce vase il y a 200 ans à la suite d’un vol de bananes sacrées … . L’animal va perturber toute la vie de la famille …

## Fiche technique
- Scénario : Alexandre Rivemale
- Réalisateur : Jean-Christophe Averty
- Décor : Gilbert Drolet et Pierre Moratille
- Musique : Louis Bessière
- Genre :  Comédie
- Production :   S.F.P.  -  Société Française de Production
- Création :  France
- Durée :  95 minutes
- Diffusion :   30 décembre 1979

## Distribution
- Henri Virlogeux :  Le grand père
- Annick Alane : Amélie
- Bernard Pinet :  Antoine le fiancé
- William Sabatier :   Honoré
- André Badin : Le gendarme
- Georgette Anys : Madame Ancelin